# Helen Thornycroft
Helen Thornycroft (* 1848; † 11. November 1937) war eine britische Malerin und Bildhauerin.

## Leben
Thornycroft wurde 1848 als Tochter der Bildhauer Thomas (1815–1885) und Mary Thornycroft (1814–1895) geboren. Auch viele ihrer Geschwister wurden künstlerisch aktiv: Die Bildhauerin und Malerin Alyce Thornycroft (1844–1906) und die Malerin Theresa Thornycroft (1853–1947) waren ihre Schwestern und der Bildhauer Hamo Thornycroft (1850–1925) ihr jüngerer Bruder. Ihr älterer Bruder John Isaac Thornycroft (1843–1928) profilierte sich als Ingenieur. Von früh an von ihren Eltern künstlerisch erzogen, betätigte sich Thornycroft zunächst wie ihre Eltern in der Bildhauerei. Mit 14 Jahren bewarb sie sich laut einer von Thornycrofts Nichte Elfrida Manning verfassten Biografie ihres Vaters Hamo an der Kunsthochschule der Royal Academy of Arts, wurde aber trotz der künstlerischen Qualität ihrer Skulpturen von Edwin Landseer aufgrund ihres Alters abgelehnt und erst später angenommen. Der genaue Startpunkt ihres Studiums ist umstritten; Pamela Gerrish Nunn geht davon aus, dass sie doch mit 14 Jahren schon zugelassen wurde, während Penny Dunford von einer Aufnahme in die Schule zwei Jahre nach ihrem ersten Versuch spricht. In jedem Fall erfolgte die Aufnahme mit einer Empfehlung des Bildhauers John Henry Foley. Ihre ersten Skulpturen zeigte sie bei einer Ausstellung der Royal Academy of Arts im Jahr 1864.

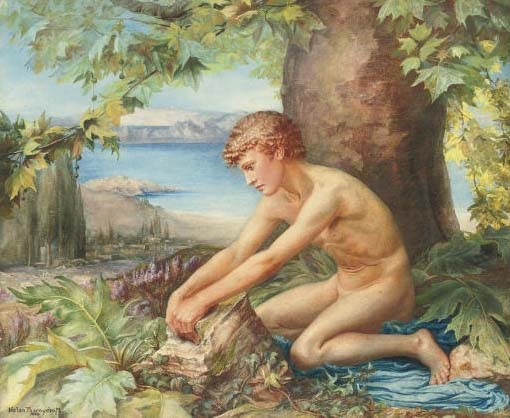
Helen Thornycroft: The Trial of Theseus (1889), 49 × 60 cm.

Finanziert durch das Erbe einer Tante trat Helen zusammen mit Alyce und Hamo 1871 eine Reise durch Frankreich und Italien an. In den nächsten Jahren arbeitete sie in Kooperation mit ihren Eltern und Geschwistern im Londoner Atelier der Familie, begleitet von einigen Phasen mit gesundheitlichen Problemen. Zu diesem Zeitpunkt war sie von der Bildhauerei zur Malerei gewechselt. Im Laufe der nächsten Jahrzehnte profilierte sie sich vor allem mit kleinen Gemälden von schottischen und griechischen Landschaften, bediente aber auch andere Gemälde wie die Blumen- und Porträtmalerei, teils mit mythologischen Motiven. Als die Gemütsschwankungen ihrer älteren Schwester Alyce das Arbeitsleben im Familienatelier zunehmend erschwerten, verbrachte sie zunächst viel Zeit bei Freunden und baute dann ein eigenes Atelier in Kensington auf, in dem sie spätestens ab Juli 1887 bezeugt ist. Zwei Jahre später zog sie auch privat aus der Familienwohnung aus und zog in eine Wohngemeinschaft. In dieser Zeit steigerte sich ihre Produktivität. Bis 1912 stellte sie in London fast 90 Gemälde aus, hauptsächlich bei der Royal Academy of Arts, der New Watercolour Society, der Grosvenor Gallery und in der Suffolk Street. Daneben engagierte sie sich in der Society of Women Artists und war von 1899 bis 1909 Vizepräsidentin der Vereinigung, einer anderen Angabe nach von 1901 bis 1911.
Nachdem sie sich bei einer Hilfeleistung für ihren Bruder John Isaac in einer seiner Maschinen mit den Haaren verfing und verletzt, trug Helen Thornycroft ihre Haare stets kurz – zu einer Zeit, wo eine solche Haarfrisur für Frauen noch unüblich war. Sie heiratete nie und starb 1937 im Alter von 89 Jahren. Ihre Nichte Elfrida Manning gab alternativ ihr Todesjahr mit 1912 an, doch Einträge für Thornycroft in den Jahrbüchern der Society of Women Artists nach 1912 widerlegen diese Angabe.